# David Hernández
David Anthony Hernández (Phoenix, Arizona, 31 de mayo de 1983) es un cantante y compositor estadounidense, conocido por su participación en la séptima temporada de American Idol, en la cual terminó en el puesto doce.

## Biografía
Hernández nació en Phoenix, Arizona, pero se crio principalmente en Glendale. Fue criado por su madre soltera, Spring Hernández. Su padre es camionero y tiene una hermana menor llamada Alexandra, 8 años más joven que él.
Cuando era adolescente, Hernández fue a una universidad en Tucson, Arizona. Durante la universidad, tenía un trabajo como vendedor de cuchillos de puerta a puerta. Él era estudiante en la Universidad Estatal de Arizona, con especialización en periodismo televisivo.
Recientemente se mudó a Los Ángeles, California para perseguir su carrera musical después de su tiempo en American Idol.

## American Idol
El hizo la audición para la séptima temporada de American Idol en el Qualcomm Stadium de San Diego en julio de 2007. Terminó en el puesto doce en la temporada 7 la competencia.

## Controversia
Hernández fue revelado de haber trabajado como estríper en Phoenix, Arizona. Sin importar la divulgación de su carrera como estríper, FOX le permitió permanecer en el programa.